# Haut Guil - Mont Viso - Val Preveyre
Haut Guil - Mont Viso - Val Preveyre este o arie protejată (sit de importanță comunitară — SCI) din Franța întinsă pe o suprafață de 18.833 ha, integral pe uscat.

## Localizare
Centrul sitului Haut Guil - Mont Viso - Val Preveyre este situat la coordonatele 44°42′59″N 7°00′24″E / 44.71639°N 7.00667°E.

## Înființare
Situl Haut Guil - Mont Viso - Val Preveyre a fost declarat arie specială de conservare în baza directivei 92/43 din 1992 referitoare la conservarea habitatelor naturale și a faunei și florei sălbatice pentru a proteja 4 specii de plante și 7 specii de animale.

## Biodiversitate
Situată în ecoregiunea alpină, aria protejată conține 26 de habitate naturale: Liziere de ierburi înalte hidrofile de câmpie și de nivel montan până la alpin, Ape puternic oligomezotrofe cu vegetație bentonică cu Chara spp., Râuri de munte și vegetația erbacee de pe malurile acestora, Râuri de munte și vegetația lor lemnoasă cu Myricaria germanica, Râuri de munte și vegetația lor lemnoasă cu Salix elaeagnos, Lande oro-mediteraneene cu formațiuni endemice de grozamă, Pajiști alpine și subalpine calcaroase, Ape stătătoare oligotrofe până la mezotrofe, cu vegetație de Littorelletea uniflorae și/sau de Isoëto-Nanojuncetea, Pajiști uscate seminaturale și facies de acoperire cu tufișuri pe substraturi calcaroase (Festuco-Brometalia) (* situri importante pentru orhidee), Păduri montane și subalpine de Pinus uncinata (* dezvoltate pe substrat gipsos sau calcaros), Fânețe montane, Izvoare petrifiante cu formare de travertin (Cratoneurion), Mlaștini alcaline, Formațiuni pioniere alpine de Caricion bicoloris-atrofuscae, Grohotișuri silicioase de la nivelul montan până la nivelul zăpezii (Androsacetalia alpinae și Galeopsietalia ladani), Pante stâncoase calcaroase cu vegetație casmofită, Pante stâncoase silicioase cu vegetație casmofită, Păduri acidofile de Picea de la nivel montan la nivel alpin (Vaccinio-Piceetea), Păduri alpine de Larix decidua și/sau Pinus cembra, Pajiști cu Molinia pe soluri calcaroase, turboase sau argilos-nămoloase (Molinion caeruleae), Grohotișuri termofile și vest-mediteraneene, Ghețari permanenți, Păduri de fag din Europa Centrală dezvoltate pe sol calcaros cu Cephalanthero-Fagion, Pajiști carstice calcaroase sau bazofile, de Alysso-Sedion albi, Pajiști alpine și boreale, Grohotișuri calcaroase și de șisturi calcaroase de la nivelul montan până la nivelul alpin (Thlaspietea rotundifolii).
La baza desemnării sitului se află mai multe specii protejate:
- plante (4): Astragalus alopecurus, papucul doamnei (Cypripedium calceolus), Eryngium alpinum, Riccia breidleri
- mamifere (2): liliac cârn (Barbastella barbastellus), lupul (Canis lupus)
- nevertebrate (5): molia lunii spaniolă (Actias isabellae), fluturele auriu (Euphydryas aurinia), Euplagia quadripunctaria, Stephanopachys linearis, Stephanopachys substriatus